# Agostino Lomellini
Pour les articles homonymes, voir Lomellini.
Agostino Lomellini, né en 1709 à Gênes et mort en 1791 à Gênes, est un homme politique italien, 166e doge de Gênes du 22 septembre 1760 au 10 septembre 1762.

### bibliographie
- (it) Sergio Buonadonna et Mario Mercenaro, Rosso doge. I dogi della Repubblica di Genova dal 1339 al 1797, Gênes, De Ferrari, 2007